# Convenzione dell'Aia (1954)
La Convenzione per la protezione dei beni culturali in caso di conflitto armato è un trattato internazionale stipulato all'Aia il 14 maggio 1954.
Nella convenzione viene usata per la prima volta l'espressione "beni culturali" che sono considerati un bene appartenente a tutta l'umanità e non soltanto ad una delle fazioni che prendono parte al conflitto.
Scopo della convenzione è quello di tutelare i beni culturali durante una guerra o un conflitto armato per preservarli da distruzione, furto o saccheggio. Sono definiti come "beni culturali" i "beni mobili o immobili di grande importanza per il patrimonio culturale dei popoli".
| Firmatari del trattato | Paesi firmatari ma che non hanno ratificato il trattato |

Le indicazioni fornite dalla convenzione vennero integrate da due successivi protocolli, uno del 1954 e uno del 1999. I tre accordi sono parte del diritto internazionale umanitario affiancandosi alle normative sulla tutela delle persone civili durante i conflitti.
Nella convenzione e nei successivi protocolli, oltre alla tutela dei beni culturali durante un conflitto armato, vengono fornite indicazioni sulla messa in sicurezza degli stessi in tempo di pace. Nel giugno 2018 i paesi firmatari della convenzione del 1954 erano 132, i firmatari dei protocolli del 1954 e del 1999 rispettivamente 109 e 77.

## Definizione di beni culturali
Nell'articolo 1, la convenzione definisce i beni culturali, sono considerati tali:
- a) i beni, mobili o immobili, di grande importanza per il patrimonio culturale dei popoli, come i monumenti architettonici, di arte o di storia, religiosi o laici; le località archeologiche; i complessi di costruzione che, nel loro insieme, offrono un interesse storico o artistico; le opere d'arte, i manoscritti, libri e altri oggetti d'interesse artistico, storico, o archeologico; nonché le collezioni scientifiche e le collezioni importanti di libri o di archivi o di riproduzione dei beni sopra definiti;
- b) gli edifici la cui destinazione principale ed effettiva è di conservare o di esporrei beni culturali mobili definiti al capoverso a), quali i musei, le grandi biblioteche, i depositi di archivi, come pure i rifugi destinati a ricoverare, in caso di conflitto armato, i beni culturali definiti al capoverso a)
- c) i centri comprendenti un numero considerevole di beni culturali, definiti ai capoversi a) e b), detti "centri monumentali".

## Storia

### La convenzione dell'Aia del 1907 e il patto Roerich
Il primo documento di diritto internazionale che si occupò di tutela dei beni culturali in caso di conflitto risale al 1899 e venne integrato nel 1907 in seguito alle conferenze di pace dell'Aia del 1899 e del 1907. Nell'articolo 27 delle Leggi ed usi della guerra terrestre (1899) venne stabilito che avrebbero dovuto essere prese "tutte le misure necessarie per risparmiare, per quanto possibile, gli edifici consacrati ai culti, alle arti, alle scienze e alla beneficenza, i monumenti storici, gli ospedali ed i luoghi di raccolta di malati e feriti". Nell'articolo 56 si stabilì che "Qualsiasi appropriazione, distruzione o degradazione volontaria di simili stabilimenti, di monumenti storici, di opere d'arte e di scienza, è vietata e deve essere perseguita."
Durante la prima guerra mondiale l'efficacia di queste tutele venne fortemente limitata dalla clausola si omnes che prevedeva che le disposizioni fossero applicabili solo se tutti gli stati belligeranti erano parte della Convenzione.

Il simbolo di tutela del Patto Roerich

Il giurista e pittore russo Nikolaj Konstantinovič Rerich che nel corso delle sue ricerche e viaggi aveva constatato i danni e il deterioramento del patrimonio culturale russo si fece promotore della creazione di un contratto unilaterale per la protezione dei beni culturali durante i conflitti. Già nel 1904 aveva sottoposto una bozza alla società degli archeologi russi, dieci anni dopo si era rivolto, con questa stessa istanza, allo zar russo Nicola II. In seguito alla sua iniziativa nel 1929 Georges Chklaver, un giurista internazionale dell'istituto di studi internazionali della Sorbona, elaborò una bozza di un patto di protezione dei beni culturali che venne presentata e discussa dalla commissione per i musei della Società delle Nazioni, in colloqui privati a Bruges nel 1931 e 1932 e a Washington nel 1933. La settima conferenza internazionale degli stati americani, tenutasi a Buenos Aires nel 1933 caldeggiò il recepimento della bozza. Il consiglio di amministrazione dell'Unione Panamericana stilò quindi un contratto per la "protezione delle installazioni artistiche e scientifiche e dei monumenti storici" che il 15 aprile del 1935 venne sottoscritto alla Casa Bianca da 21 stati dell'America del nord, centrale e del sud. Il "Trattato per la protezione delle istituzioni artistiche e scientifiche e dei monumenti storici" venne chiamato Patto Roerich in onore del suo iniziatore.

### La convenzione dell'Aia del 1954 e i protocolli successivi
Quattro anni dopo la firma del Patto Roerich il governo dei Paesi Bassi propose una bozza di una nuova convenzione alla cui redazione partecipò nuovamente la commissione per i musei della Società delle Nazioni. Lo scoppio della seconda guerra mondiale interruppe i lavori su questa bozza. Dopo la fine della guerra i Paesi Bassi proposero una nuova bozza all'UNESCO. Nel corso della conferenza generale dell'UNESCO del 1951 si decise di creare un comitato di esperti per la redazione di una nuova convenzione. Un anno dopo il comitato presentò la bozza che venne sottoposta ai governi nazionali. Dal 21 aprile al 14 maggio 1954 si tenne all'Aia una conferenza intergovernativa con la partecipazione di 56 stati nel corso della quale venne redatta la versione definitiva poi sottoscritta da 37 degli stati presenti. La convenzione entrò in vigore due anni dopo, il 7 agosto del 1956, e fu il secondo trattato nell'ambito del diritto umanitario, dopo la Convenzione per la prevenzione e la repressione del delitto di genocidio del 1948, redatto con la partecipazione dell'Organizzazione delle Nazioni Unite.
La convenzione, composta da 40 articoli ai quali si aggiungono 21 articoli di disposizioni attuative, prevede per la prima volta una definizione dettagliata di "bene culturale". Rispetto al Patto Roerich prevede anche che le parti si impegnino ad attuare misure di messa in sicurezza in tempo di pace. Descrive inoltre in modo preciso le misure di tutela in caso di conflitto armato. Viene mantenuto il concetto di individuazione dei beni culturali tramite l'uso di un simbolo, già previsto nel Patto Roerich ma ne viene introdotto uno nuovo. Viene inoltre introdotta la tutela speciale per alcuni immobili e luoghi di custodia di beni culturali iscritti in un "registro internazionale di beni culturali a tutela speciale" e soggetti a forme ulteriori di immunità. Così come previsto nelle Convenzioni di Ginevra del 1948 anche nella Convenzione dell'Aia vengono compresi anche i conflitti non internazionali, quindi le situazioni di conflitto interno o conflitto armato non internazionale.
La conferenza intergovernativa stilò un trattato aggiuntivo rispetto alla convenzione in forma di un protocollo che regolamenta il trasferimento illecito dei beni mobili in tempo di conflitto e la restituzione di beni culturali illecitamente esportati. Queste norme, originariamente previste all'interno della convenzione, alla luce dell'esperienza della seconda guerra mondiale furono però molto discusse da alcune delegazioni per questo motivo vennero incluse in un protocollo da ratificarsi separatamente.

### Il secondo protocollo del 1999

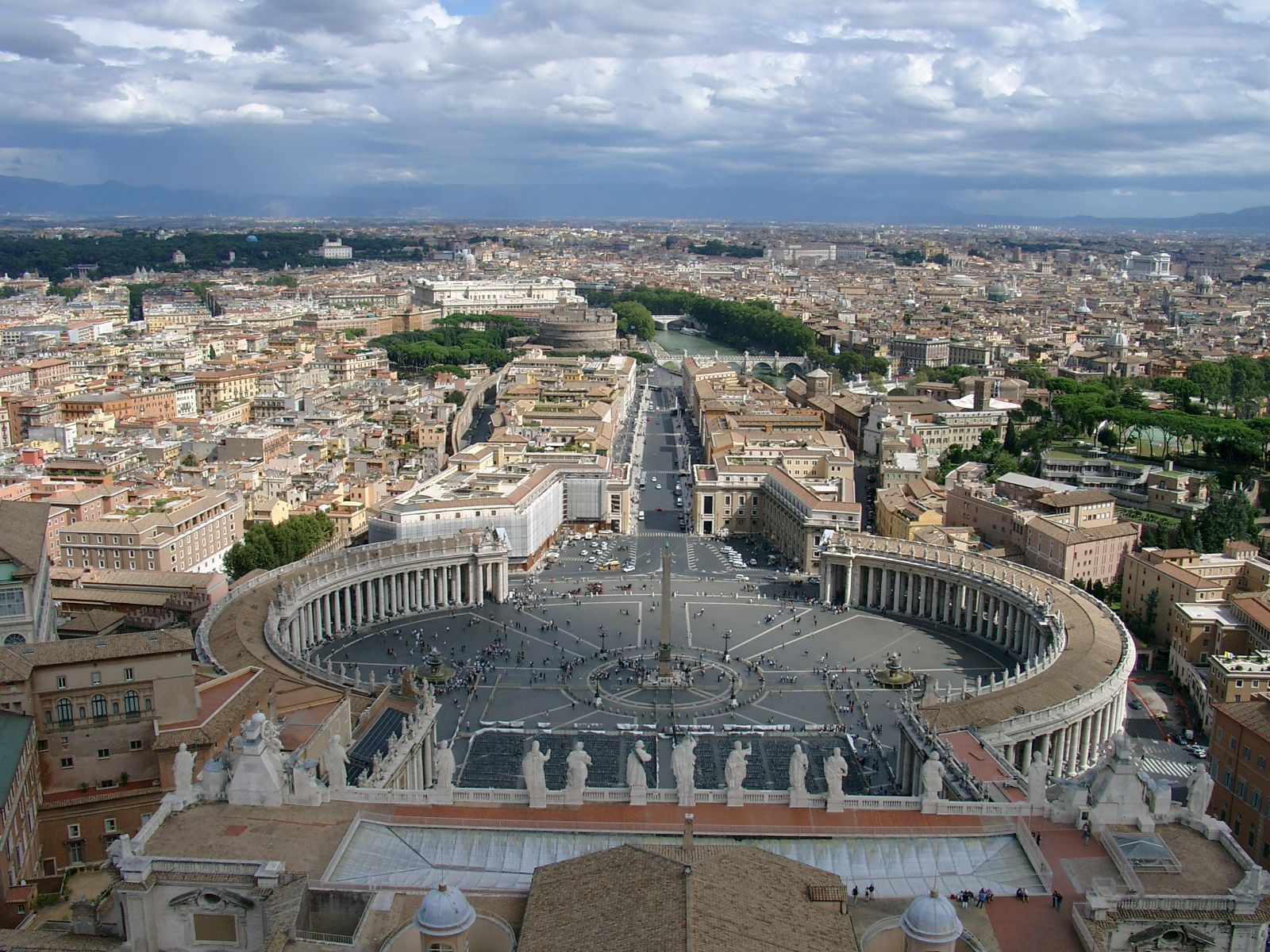
Città del Vaticano, dal 1960 incluso nella lista dei beni a protezione straordinaria

La convenzione del 1954 nasceva alla luce della seconda guerra mondiale, nella redazione si dava pertanto per scontato che nelle guerre future vi sarebbero stati gli stessi bombardamenti estesi su intere città e che tutte le parti coinvolte nel conflitto avrebbero avuto lo stesso interesse nel tutelare i beni culturali. Nei decenni successivi vi fu però un sostanziale cambiamento nella tipologia di conflitti, sia dato dallo sviluppo di nuove tecnologie nelle armi sia dall'aumento, intensità e durata dei conflitti interni ad un solo stato. Il danneggiamento dei beni culturali non era più una mera conseguenza di atti di guerra ma uno degli strumenti per attaccare e cancellare tradizioni e patrimonio culturale di una delle parti coinvolte in conflitti su base etnica.
Da questo emerse la necessità di aggiornare, insieme ad altri ambiti del diritto umanitario, anche l'aspetto della tutela dei beni culturali. Già nel protocollo aggiuntivo alle Convenzioni di Ginevra del 1977 viene sancita, all'articolo 53, la protezione dei beni culturali e dei luoghi di culto, nel 1999 venne però redatto, nell'ambito di una conferenza internazionale tenutasi dal 15 al 26 marzo del 1999, un secondo protocollo che entrò in vigore cinque anni dopo. Il documento è composto da 47 articoli, amplia l'ambito di applicabilità anche ai conflitti armati interni, conferma l'obbligo di assumere già in tempo di pace un adeguato sistema di inventariazione e redazione di misure di tutela da incendi e crolli e stabilisce nuovi vincoli nello svolgimento delle operazioni militari per evitare danni diretti o collaterali ai beni culturali.
Il concetto dei beni a protezione speciale, sancito nella convenzione del 1954, nella pratica si era rivelato di difficile realizzazione sia per i rigorosi criteri di localizzazione dei beni sia per la complessità della procedura di inclusione. Nel 1978 i beni inclusi nel registro internazionale del beni culturali a protezione speciale (International Register of Cultural Property under Special Protection) erano solo 8, nel marzo del 2015 il Messico fece includere i siti preistorici di Calakmul, Chichén Itzá, Monte Albán, Palenque, Paquimé, El Tajín, Teotihuacán, Uxmal e Xochicalco, sono inoltre inclusi il Barbarastollen presso Oberried in Germania, tre località nei Paesi Bassi e Città del Vaticano. Il protocollo del 1999 introdusse, specificandone i criteri, il concetto di "protezione rafforzata" (enhanced protection).

## Contenuti della convenzione

### Convenzione del 14 maggio 1954

Il simbolo dei beni culturali soggetti a protezione speciale

La convenzione del 1954 è suddivisa in sette capitoli.
Nel capitolo I viene dapprima definito cosa è un "bene culturale" ai fini della convenzione (art. 1). I beni immobili comprendono edifici, monumenti, opere d'arte di tipo religioso e civile così come siti storici, artistici e archeologici. I beni mobili comprendono opere d'arte, manoscritti, libri e altri oggetti di valore storico, artistico o archeologico così come raccolte scientifiche e riproduzioni. Anche gli edifici destinati alla custodia o esposizione di beni culturali vengono considerati tali, quindi musei, biblioteche, archivi e altri luoghi di custodia.
Una terza categoria di beni culturali sono i luoghi che comprendono beni mobili e immobili dei tipi precedenti, possono essere complessi di edifici, di musei o centri storici o interi nuclei abitati.
Di seguito vengono definite le misure di protezione (art. 2, 3, 4), salvaguardia e rispetto dei beni culturali, per salvaguardia si intendono le appropriate misure contro gli effetti prevedibili di un conflitto armato, per rispetto si intendono la rinuncia all'uso dei beni culturali per scopi che potrebbero esporli a distruzione o a deterioramento in casi di conflitto armato e l'astensione da ogni atto di ostilità a loro riguardo. Viene fatta eccezione per imperativi casi di necessità militare. Si stabilisce il divieto di rappresaglia, di sottrazione o saccheggio e l'obbligo, da parte delle forze occupanti, di prendere tutti i provvedimenti possibili per tutela e conservazione (art. 6) anche tramite segnalazione dei beni (art. 7). Viene fatto obbligo ai contraenti di istruire il personale delle forze armate e di introdurre nei regolamenti militari disposizioni per la salvaguardia dei beni culturali (art. 8).
Nel capitolo II viene definita la protezione speciale e le tipologie di beni che possono essere assoggettate a questo regime tramite l'iscrizione nel "Registro internazionale dei beni culturali sotto protezione speciale". Viene sancita l'immunità dei beni a protezione speciale.
Il capitolo III regolamenta il trasporto dei beni culturali e la tutela dei mezzi atti a trasportare beni culturali (art. 12). Mezzi e convogli possono essere controllati e perquisiti ma non possono essere sequestrati (art. 14).
Il capitolo successivo tutela il personale incaricato della cura e protezione dei beni culturali.
Nel capitolo V viene definito il simbolo che contrassegna i beni culturali tutelati dalla convenzione, ne viene definito l'uso. Viene anche definito il contrassegno per i beni a protezione speciale.
L'ambito di applicazione della convenzione è definito nel capitolo VI e riguarda ogni "caso di guerra dichiarata o di ogni altro conflitto armato che sorga tra due o più Alte Parti Contraenti, anche se lo stato di guerra non sia riconosciuto da una o più di Esse". In caso di conflitti non internazionali le parti si impegnano almeno all'osservanza delle parti riguardanti il rispetto dei beni culturali.
Il capitolo VII definisce le procedure di conciliazione, il ruolo dell'UNESCO, gli obblighi di diffusione e di persecuzione delle violazioni. Stabilisce inoltre vincoli e sanzioni.

### Primo protocollo del 14 maggio 1954
Il primo protocollo, redatto contestualmente alla convenzione, vieta l'illecito trasferimento dei beni culturali, sancisce l'obbligo di custodia fino alla fine delle ostilità e di restituzione e indennizzo.
Stabilisce inoltre che in nessun caso i beni culturali possano essere trattenuti a titolo di indennizzo bellico. Disciplina inoltre la restituzione dei beni dati in custodia ad una terza parte per tutelarli da un conflitto.

### Secondo protocollo del 26 marzo 1999

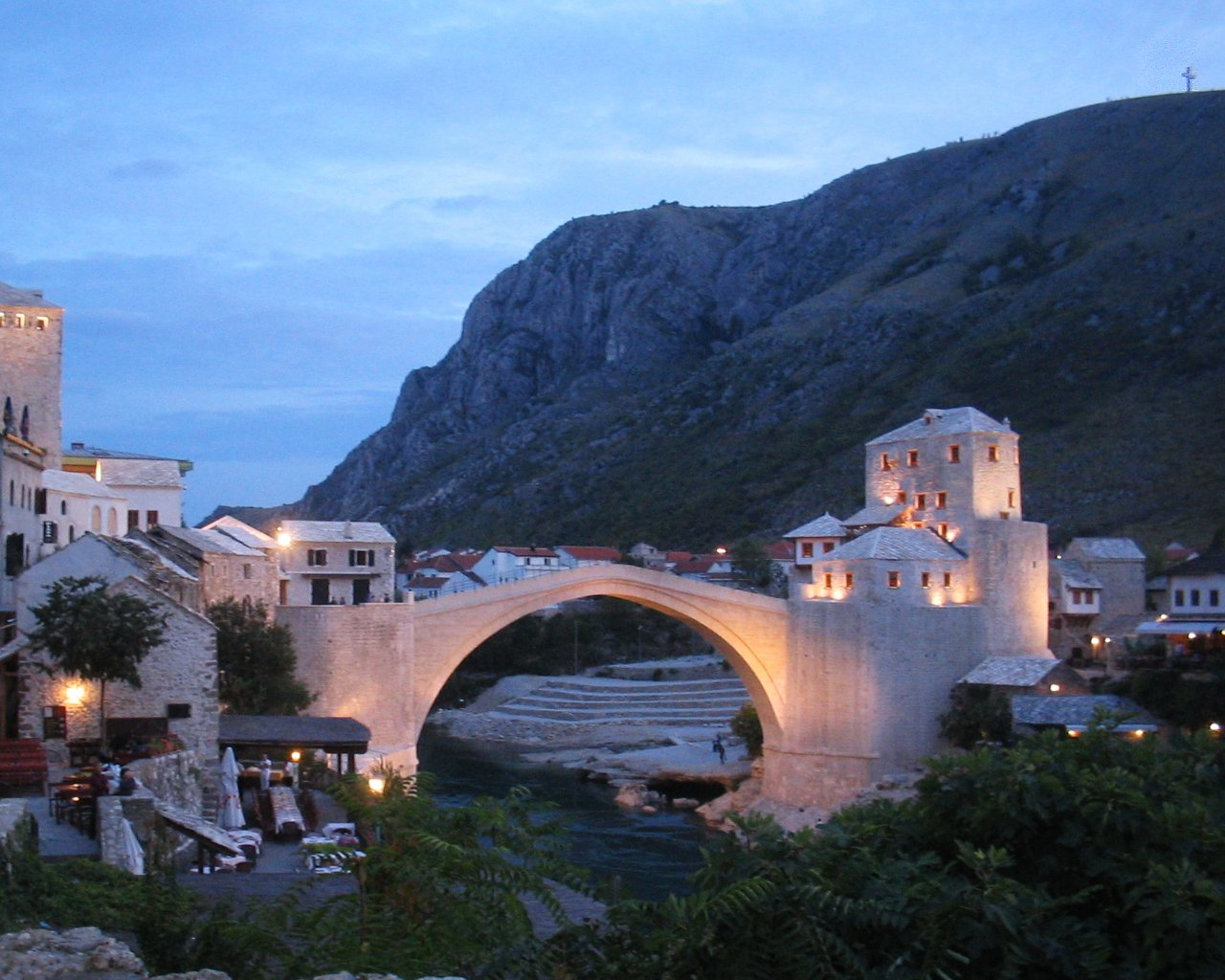
Il ponte vecchio di Mostar, distrutto nel 1993 e ricostruito nel 2004, è uno dei simboli dei beni culturali distrutti o danneggiati da conflitti armati

L'obiettivo del secondo protocollo è quello di integrare la convenzione con disposizioni sulla diffusione, precisazioni sulla sua applicazione e indicazioni sulla sua applicazione pratica. Il protocollo è suddiviso in nove capitoli.
Nel primo capitolo vengono stabilite alcune definizioni, l'ambito di applicabilità e la relazione con la convenzione del 1954.
Il secondo capitolo contiene indicazioni integrative sulla protezione dei beni culturali, in particolare vengono descritte le misure d attuare in tempo di pace come la redazione di inventari, piani di tutela nei confronti di rischi di crollo o incendio e di trasferimento e messa in sicurezza in caso di conflitto. Limita inoltre ulteriormente l'utilizzo militare di beni culturali e stabilisce, qualora possibile, l'allontanamento dei beni culturali dalle aree di conflitto o l'allontanamento degli obiettivi militari dalle vicinanze dei beni culturali.
Nel capitolo 3 viene definito, come alternativa alla protezione speciale della convenzione del 1954, la protezione "rafforzata" per i beni culturali di elevata significatività per l'umanità che vengono posti sotto tutela dell'UNESCO. Ai sensi dell'articolo 12, i beni culturali sotto protezione rafforzata sono inviolabili e paragonabili a quelli tutelati dalla protezione speciale descritta nell'Accordo del 1954. Gli articoli 13 e 14 regolano la perdita, la sospensione e la revoca della protezione rafforzata.
Nel capitolo 4 si trovano le disposizioni sulla responsabilità penale e sulla giurisdizione nel campo della protezione dei beni culturali. Oltre al sistema della protezione rafforzata, è l'aspetto innovativo del secondo protocollo. L'articolo 15 definisce cinque gravi violazioni nella protezione dei beni culturali in caso di conflitto armato: attacchi contro beni culturali con protezione rafforzata, uso di beni culturali con protezione rafforzata per azioni militari, distruzione su larga scala o appropriazione di beni culturali protetti, attacchi contro beni culturali protetti e furto, saccheggio, appropriazione indebita o danno doloso. Le parti contraenti sono obbligate a considerare questi atti come reati nella loro legislazione nazionale. Gli articoli da 16 a 20 regolano aspetti procedurali come la giurisdizione, l'azione penale, l'estradizione e le questioni di assistenza reciproca. L'articolo 21 stabilisce inoltre misure efficaci per prevenire violazioni delle altre disposizioni dell'accordo e del protocollo. L'articolo 22 del capitolo 5 riguarda la validità del protocollo nei conflitti armati non internazionali.
Il capitolo 6 regola le questioni istituzionali, come le riunioni (art. 23) delle parti contraenti e l'istituzione di un comitato per la protezione dei beni culturali in caso di conflitto armato (artt. 24 a 28). I membri di questo comitato di dodici membri sono eletti per un periodo di quattro anni, nelle elezioni si tiene conto di un'adeguata rappresentanza geografica. È responsabile della concessione, sospensione e revoca della protezione rafforzata dei beni culturali designati dagli Stati contraenti. Altri compiti includono la ricezione e la revisione delle richieste di assistenza internazionale e il possibile utilizzo di un fondo per proteggere i beni culturali in caso di conflitto armato. L'articolo 29 regola appunto l'istituzione di un fondo per fornire sostegno finanziario o di altro tipo per le "misure preparatorie o di altro tipo da adottare in tempo di pace" e per "misure di emergenza, provvisorie o di altro tipo per proteggere i beni culturali in tempi di conflitto armato" e per il ripristino dopo la fine del combattimento. Il fondo è finanziato dai contributi volontari degli Stati parti del Secondo Protocollo.
Le disposizioni degli articoli da 30 a 33 del capitolo 7 riguardano la diffusione dell'accordo e la cooperazione internazionale.
Il capitolo 8 contiene le disposizioni di attuazione del protocollo e il capitolo 9 è dedicato alle disposizioni finali sulla firma e la ratifica, l'adesione e l'entrata in vigore nonché la risoluzione dell'accordo.

### Manuale militare
Nel 2016 l'UNESCO, in collaborazione con l'Istituto internazionale di diritto umanitario ha pubblicato un manuale intitolato "Protection of Cultural Property: Military Manual". Il testo descrive e specifica gli obblighi contenuti nel secondo protocollo e fornisce indicazioni pratiche alle forze armate sull'applicazione delle norme.

## L'applicazione pratica

### Sanzioni per le infrazioni
Lo Statuto di Roma, adottato nel luglio 1998 e entrato in vigore quattro anni, base giuridica della Corte penale internazionale (CPI), definisce nell'articolo 8 paragrafo 2 tra i crimini di guerra "dirigere intenzionalmente attacchi contro edifici dedicati al culto, all'educazione, all'arte, alla scienza o a scopi umanitari, a monumenti storici, a ospedali e luoghi dove sono riuniti i malati ed i feriti, purché tali edifici non siano utilizzati per fini militari". La corte penale ha quindi il potere di perseguire questi crimini se un tale atto è stato commesso da un cittadino di una parte contraente o sul territorio di una parte contraente. Tuttavia, esercita la sua giurisdizione solo se il paese interessato non vuole o non è in grado di garantire un'azione penale effettiva. Il primo processo davanti alla Corte penale internazionale per la distruzione di beni culturali, fu quello a carico di Ahmad al-Faqi al-Mahdi che nel settembre del 2015 ha dovuto rispondere della distruzione dei mausolei di Timbuctù, venne condannato a 9 anni di reclusione.
L'articolo 3 dello statuto del Tribunale penale internazionale per l'ex-Jugoslavia prevede delle disposizioni che consentono il perseguimento delle violazioni dei principi fondamentali della Convenzione dell'Aia del 1954. Sulla base di questo articolo, nel 2001 si sono svolti per la prima volta dalla stipula della Convenzione dei processi dinanzi a un tribunale internazionale per la distruzione di beni culturali durante un conflitto armato. La corte ha emesso dei verdetti di colpevolezza, anche su accuse basate su questo articolo, a carico di Dario Kordić, un comandante del Consiglio di difesa croato (HVO) durante la guerra in Bosnia, Miodrag Jokić, comandante di alto rango della Marina dell'Armata popolare jugoslava durante l'assedio di Dubrovnik nel 1991, così come contro Milan Martić, un politico e capo militare della Repubblica Serba di Krajina non riconosciuta a livello internazionale. Il processo a carico di sei imputati per gli attacchi alla città di Mostar, che nel novembre 1993 hanno portato alla distruzione del ponte Stari Most, riconosciuto a livello internazionale come un eccezionale bene culturale, è iniziato nell'aprile 2006 davanti al Tribunale penale internazionale per l'ex-Jugoslavia. Tra loro vi era il generale croato Slobodan Praljak, sospettato di aver ordinato il bombardamento del ponte.
Il Tribunale speciale della Cambogia, istituito nel 2006 dalle Nazioni Unite insieme al governo della Cambogia, ha la facoltà, ai sensi dell'articolo 7 della legge sull'"istituzione delle camere straordinarie" con espresso riferimento alla Convenzione dell'Aia del 1954, di perseguire la distruzione dei beni culturali durante la dittatura dei Khmer rossi dall'aprile 1975 al gennaio 1979. Durante questo periodo, i Khmer rossi danneggiarono gravemente la maggior parte degli oltre 3.300 templi e 130 moschee presenti in Cambogia oltre alla distruzione di 73 chiese cattoliche e di molti altri siti di importanza religiosa o culturale. L'applicazione della Convenzione dell'Aia del 1954 è consentita perché la Cambogia era diventata parte contraente nel 1962 e quindi prima della presa di potere dei Khmer rossi e perché secondo l'articolo 19 dell'accordo, anche nei conflitti armati non internazionali, ogni parte in conflitto è vincolata al rispetto dei beni culturali.

### Adesione internazionale e organizzazioni coinvolte
A giugno 2018, 132 Stati hanno aderito alla Convenzione dell'Aia del 1954 e 109 al primo protocollo. L'Italia ha ratificato la convenzione e il primo protocollo con Legge 7 febbraio 1958, n. 279, la Svizzera il 15 maggio del 1962. Sono 77 i Paesi che hanno aderito al secondo protocollo del 1999, la Svizzera lo ha ratificato il 9 luglio del 2004, l'Italia con Legge 16 aprile 2009, n. 45.
Dei cinque membri permanenti del Consiglio di sicurezza delle Nazioni Unite, la Francia ha aderito all'accordo nel 1957, la Russia è successore dell'Unione Sovietica, che ha aderito sempre nel 1957, la Repubblica popolare cinese ha ratificato la convenzione nel 2000 e gli Stati Uniti hanno aderito nel 2009. Il Regno Unito ha firmato l'accordo nel 1954 ma ratificato Convenzione e protocolli solo nel 2017.
La ragione principale del lungo tempo intercorso tra la firma e la ratifica da parte degli Stati Uniti risiede nelle riserve del Dipartimento della Difesa statunitense durante la Guerra Fredda sul fatto che non sarebbero stati in grado di adempiere agli obblighi della Convenzione in caso di un possibile uso di armi nucleari. Il Joint Chiefs of Staff, che comprende i comandanti in capo di tutte le unità delle forze armate americane, nel 1995 ha votato all'unanimità per l'adesione volontaria alla convenzione. Il 6 gennaio 1999, l'allora presidente degli Stati Uniti Bill Clinton raccomandò al Senato degli Stati Uniti di ratificare entrambi gli accordi. A suo parere, questi erano coerenti con i principi e i metodi delle forze armate americane. Dopo che il Senato ha approvato l'adesione nel settembre 2008, l'ambasciatore americano presso l'UNESCO Stephen Engelken ha presentato il documento di ratifica a Kōichirō Matsuura, Segretario generale dell'UNESCO, il 13 marzo 2009. Il 14 maggio 2004, in occasione del 50º anniversario della firma della Convenzione, il governo del Regno Unito ha annunciato la sua intenzione di diventare parte dell'accordo e di entrambi i protocolli. Il fattore decisivo in questo è stata la stipula del secondo protocollo nel 1999, che, a parere del governo britannico, ha eliminato le principali ambiguità presenti nella Convenzione del 1954. Nel novembre del 2006 è stato annunciato dal governo britannico un progetto di legge che, oltre a ratificare la Convenzione e i due protocolli, contiene anche corrispondenti disposizioni di diritto penale.
La più importante istituzione internazionale nel campo della diffusione e dell'attuazione della protezione dei beni culturali in caso di conflitto armato è l'Organizzazione delle Nazioni Unite per l'educazione, la scienza e la cultura (UNESCO), un'agenzia specializzata delle Nazioni Unite legalmente indipendente con sede a Parigi. Agisce come depositario della Convenzione dell'Aia del 1954 e dei suoi due protocolli e gestisce il "Registro internazionale dei beni culturali sotto protezione speciale".
Inoltre dal 1996 esiste l'organizzazione Blue Shield International (in precedenza International Committee of the Blue Shield, ICBS, in francese Comité International du Bouclier Bleu CIBB). Il suo compito è incentivare la cooperazione internazionale nel campo della protezione dei beni culturali e sostenere le attività locali e regionali. Il secondo protocollo del 1999 menziona esplicitamente negli articoli 11 e 27 il ruolo consultivo del Comitato internazionale dello scudo blu nell'attuazione dell'accordo. Dalla fondazione del Comitato Internazionale nel 2017 e analogamente alla struttura della Croce Rossa e Mezzaluna Rossa Internazionale sono stati costituiti comitati nazionali dello Scudo Blu in Argentina, Australia, Belgio, Benin, Brasile, Cile, Curaçao, Danimarca, Francia, Georgia, Gran Bretagna, Guatemala, Haiti, Irlanda, Israele, Italia, Madagascar, Paesi Bassi, Macedonia del Nord, Norvegia, Austria, Polonia, Romania, Senegal, Spagna, Repubblica Ceca, Ucraina e Stati Uniti. Queste associazioni nazionali supportano il lavoro del Comitato internazionale nei rispettivi paesi d'origine.
Mentre nel corso dei conflitti armati la libertà di movimento del personale delle Nazioni Unite è notevolmente limitata a causa di problemi di sicurezza, l'organizzazione Blue Shield è considerata particolarmente adatta ad un'azione flessibile e autonoma nei conflitti armati.  Nonostante l'assenza di strutture statali durante le guerre e i disordini in Iraq, Siria, Mali, Egitto e Libia, i dipendenti di Blue Shield o delle sue ramificazioni nazionali sono stati in grado di intervenire per la protezione dei beni culturali. Questo soprattutto nel contesto dell'inventariazione dei beni culturali da proteggere, e nella creazione di "no-strike lists" con informazioni sulle coordinate dei monumenti culturali significativi, nella collaborazione con esperti locali, nel collegamento con le strutture civili e militari e la formazione del personale militare locale in materia di protezione dei beni culturali.
Dal punto di vista di Blue Shield, non è sufficiente aggiornare e adottare le norme giuridiche internazionali come il secondo Protocollo alla Convenzione dell'Aia per la protezione dei beni culturali in caso di conflitto armato o la Dichiarazione di Doha. È necessario anche mettere in pratica questi standard a livello globale, prevenire il traffico di antichità e e il saccheggio di beni culturali per finanziare i conflitti militari. In seguito alla distruzione di beni culturali durante i conflitti armati, guerre e disordini in Iraq, Siria, Mali o Afghanistan, ma anche in seguito ai terremoti di Haiti e del Nepal, vi è stato uno sviluppo nella cooperazione tra Blue Shield e le forze armate nazionali.